# Eugerda tenuimana
Eugerda tenuimana är en kräftdjursart som först beskrevs av Georg Ossian Sars 1868.  Eugerda tenuimana ingår i släktet Eugerda och familjen Desmosomatidae. Arten är reproducerande i Sverige. Inga underarter finns listade i Catalogue of Life.